# Кримське оперативно-територіальне об'єднання НГУ
Кримське територіальне управління (Кримське ТрУ, в/ч 2222) — оперативно-територіальне управління (об'єднання еквівалентне дивізії) Національної гвардії України.

## Історія
Згідно з наказом міністра внутрішніх справ України № 721 від 19 жовтня 2000 року на базі 7-ї дивізії внутрішніх військ МВС України, яку було створено в січні 2000 року на базі 7-ї дивізії Національної гвардії України, було сформовано Кримське територіальне командування (ТрК) Внутрішніх військ МВС України.
Історія 7-ї дивізії Національної гвардії України веде свій початок з травня 1996 року, яку сформовано на базі 23-ї бригади Національної гвардії України.
Першими командирами військових з’єднань та основоположниками створення правоохоронного військового формування на Кримському півострові були командир 7-ї дивізії Національної гвардії України генерал-майор Шевченко Віктор Федорович та командир 9-ї окремої бригади внутрішніх військ полковник Сидорчук Юрій Миколайович. Очолювані ними військові колективи внесли вагомий внесок у розбудову військ правопорядку суверенної України в АР Крим. Дивізія зарекомендувала себе гарантом стабільності Кримського регіону та високого позитивного іміджу внутрішніх військ сучасності.
Поряд з охороною громадського порядку та охороною особливо важливих державних об’єктів дивізія неодноразово залучалася до ліквідації наслідків стихійних лих: під час повені в м. Керч (1997), прориву дамби в м. Саки, зсувів ґрунту в Севастополі та ліквідації наслідків пожеж у лісах Ялти (1998–1999).
Після переформування 7-ї дивізії Внутрішніх військ МВС України, кількість покладених завдань збільшилася.
Першим командиром 7-ї дивізії був генерал-майор Конопляник Сергій Володимирович, а після проведеного реформування, його було призначено – першим начальником управління ТрК. На той час до складу 7-ї дивізії було передано: 9-у бригаду (в/ч 3009), 15–й окремий спеціальний моторизований батальйон міліції, дислокований у м. Євпаторії (в/ч 3055), 18–й окремий спеціальний моторизований батальйон міліції з дислокацією в смт Гаспра (в/ч 3058) та окрему військово-будівельну роту в м. Євпаторія (в/ч 3079).
З січня 2000 року, військовослужбовці Внутрішніх військ МВС України виконували завдання з підтримки громадського порядку в складі нового військового формування на півострові – Кримського територіального командування (ТрК) внутрішніх військ МВС України.
На цей час особовий склад військових частин залучався до виконання завдань з охорони громадського порядку, ліквідації наслідків масових заворушень з вирішення питань самозахоплень у м. Сімферополі, Судаку, Алушті, Бахчисараї, Ялті, Євпаторії та виконання завдання з охорони вищих посадових осіб під час проведення саммітів, охорони особливо важливих державних об’єктів (Представництво Президента України в АР Крим в Сімферополі та Севастополі, охорони будівель Ради Міністрів АР Крим, Фонду майна автономії, Генерального консульства РФ в м. Сімферополі та Представництва ООН).
Окремим внеском військовослужбовців Кримського ТрК Національної гвардії України стало – ліквідація наслідків стихійних лих в регіоні: понад 30 завдань з ліквідації наслідків пожеж, більш як 20 – ліквідація наслідків повеней, зсувів ґрунту, техногенних катастроф, участь у наданні допомоги під час 48 карантинних заходів та епідемії т.зв. «пташиного грипу» 2005 року.
Особовий склад військових частин Кримського ТрК Внутрішніх військ МВС України постійно залучався до тактико-спеціальних навчань спільно з представниками СБУ, МНС та підрозділів Збройних Сил України.

## Структура
Структура Кримського ТрК Внутрішніх військ МВС України була передбачена згідно штатного розпису, проте фактично вона не існує з 2014 року в зв'язку з тимчасовою окупацією АР Крим. В структурі Внутрішніх військ МВС України оперативно-територіальне управління Національної гвардії України на той час включало:
- 9-та окрема бригада (в/ч 3009, Автономна республіка Крим, м. Сімферополь)
- 42-й окремий полк оперативного призначення (в/ч 4110, м. Севастополь)
- 47-й окремий полк спеціального призначення «Тигр» (в/ч 4125, Автономна республіка Крим, Феодосійський р-н, с. Краснокам'янка (Феодосія-13))
- 15-й окремий батальйон (КЕОП) (в/ч 3055, Автономна республіка Крим, м. Євпаторія)
- 18-й окремий спеціальний моторизований батальйон міліції (в/ч 3058, Автономна республіка Крим, Ялтинський р-н, смт Гаспра)

## Командування
- генерал-майор Конопляник Сергій Володимирович (2000 - ?)
- генерал-майор Шевченко Віктор Федорович (2002 - ?)
- полковник Балан Микола Іванович (1 грудня 2010 - ?)

начальники штабу
- полковник Гайдаржийський Степан  Петрович, начальник штабу (2014), зрадник України, який перейшов на військову службу до РФ[1][2][3].